# Лиска африканська
Лиска африканська (Fulica cristata) — вид журавлеподібних птахів родини пастушкових (Rallidae). Поширений в Африці.

## Поширення
Вид поширений у Східній та Південній Африці, на Мадагаскарі, а також ізольована субпопуляція є в Марокко та на півдні Іспанії. Вимер в Алжирі і Тунісі. Населяє мілкі прісні водойми, що характеризуються густою прибережною рослинністю. Взимку віддає перевагу відкритим водоймам.

## Опис
Тіло завдовжки 42 см, розмах крил 75-85 см, вага 455—910 г. Африканська лиска дуже схожа на звичайну лиску, але вона не має білих кінчиків на вторинних махових (особливість, видима лише під час польоту). Крім того, його темне оперення більш однорідне. Дві статі схожі. При погляді в профіль спина відносно плоска, а задні кінцівки трохи підняті. У період гніздування два виступи різного розміру, темно-червоного кольору, розташовані над лобною пластиною, дозволяють з упевненістю ідентифікувати вид0. Дзьоб і лобова пластинка білі з блакитним відтінком. Лобова пластина має прямокутнішу форму, ніж у звичайної лиски. Райдужка червона. Лапи і пальці грифельно-блакитні, на гомілках жовтувате кільце. Голова кутаста, а через вузьку шию вона виглядає довшою, ніж у звичайної лиски, коли тварина летить.

## Спосіб життя
Вона трохи невловиміша за звичайну лиску і при найменшій тривозі ховається в рослинності. Під час сезону розмноження птах дуже територіальний і відганяє будь-яких зловмисників, які потрапляють на його територію. Взимку стає зграйним і трапляються групи, що перевищують тисячу особин. Африканська лиска більшу частину часу проводить у плаванні в пошуках їжі. Щоб харчуватися, може пірнати або залишатися на поверхні. Також може пастися на землі. Багато часу витрачає на догляд за своїм оперенням на краях очерету. Африканська лиска харчується, в основному, стеблами і корінням водних рослин, не гребує насінням, зерном і дрібними водними безхребетними.
У будівництві гнізда беруть участь обоє батьків. Гніздо розташоване на плавучій платформі, побудованій з очерету та рогозу. Воно чашеподібне, часто вистелене сухим листям. Самиця відкладає від 5 до 7 яєць блідо-коричневого кольору з чорними або червонуватими плямами, довжиною 52 мм у найширшому місці. Насиджують обидва батьки. Інкубація триває від 20 до 22 днів. Молоді птахи покидають гніздо через 24 години після вилуплення. Протягом місяця вони залишаються під захистом батьків, які забезпечують їх їжею, і досягають повного розвитку протягом 55-60 днів.